# 達爾伊諾-葉爾馬基夫卡
47°53′35″N 39°36′11″E / 47.89306°N 39.60306°E
達爾伊諾-叶爾馬基夫卡（烏克蘭語：Дар'їно-Єрмаківка）是位於烏克蘭東部的村莊，由盧甘斯克州多夫然斯克區的多夫然斯克市鎮負責管轄。該村始建於1825年，面積30平方公里，海拔高度134米，2001年人口674，人口密度每平方公里22.5人。